# 파라날 천문대
파라날 천문대(Paranal Observatory)는 칠레 안토파가스타(Antofagasta)에서 남쪽으로 약 120km 떨어진, 2,635m 높이의 파라날 산(Cerro Paranal)에 위치한 천문대이다. 라 실라 천문대와 함께 유럽 남방 천문대가 운영하는 천문대이다. 천문대의 가장 큰 망원경은 네 개의 8.2m 지름의 거대망원경(Very Large Telescope, 줄여서 VLT)이다. 이 네 망원경을 하나로 연결하여 거대망원경 간섭계(Very Large Telescope Interferometer, 줄여서 VLTI)로 이용할 수 도 있다. 추가로 VLTI는 1.8m 지름의 보조 망원경(Auxiliary telescopes, AT) 네 개와도 연결할 수 있다. 넓은 화각을 갖춘 4.1m의 VISTA 탐사망원경(VISTA Survey telescope)과, 2.6m의 VLT 탐사망원경(VLT Survey Telescope)들은 하늘의 아주 넓은 영역을 탐사하는데 주로 쓰인다.

## 망원경

### 거대 망원경
거대 망원경(Very Large Telescope)은 가시광선과 적외선을 관측할 수 있는 4개의 8.2m망원경으로 이루어져 있다. 이 망원경들은 보통 각각의 독립된 망원경으로 다른 천체들을 관측하는데 쓰이며, 특별한 경우에는 서로 연결하거나, 또는 다른 4개의 보조 망원경(AT)과 연결해서 VLTI 간섭계로도 쓸 수 있다. 모든 망원경들은 적응광학 시스템과 3-4개의 관측기기를 갖추고 있다.

### VISTA 탐사 망원경
지름 4.1미터의 VISTA 탐사 망원경은 아주 넓은 시야를 가자고 있어서 주로 근적외선 영역에서 하늘을 탐사하는데 쓰인다. VISTA 망원경은 VLT에서 약 1.5km 떨어진 산 위에 위치하고 있다. 퀸 메리 런던 대학교가 주도하는 18개의 영국대학 연합에 의해 건설되었고, 2009년 12월에 유럽 남방 천문대에 인도되었다.

### VLT 탐사 망원경
VLT 탐사 망원경은 지름이 2.6m이며, 매우 넓은 화각(field of view)를 갖추고 있어 VLT를 보조하는 역할을 한다. VLT망원경과 같은 플랫폼에 위치해 있다.

## 다른 건물들
파라날 천문대의 관측자/방문자 숙소(Residencia, ESO Hotel)는 망원경에서 약 3km 떨어진 200m 정도 낮은 고도에 위치해 있다. 이 건물은 주변 경관과 잘 어울리도록, 산의 경사 면에 절반 정도 묻혀서 건설되었다. 건물의 정면은 약 12km떨어져 있는 태평양 쪽을 향해 있고, 혹독한 사막 환경으로부터 관측자들을 보호할 수 있도록 설계되었다. 숙소 내부에는 체력단련장, 수영장, 레스토랑, 정원 등이 있으며, 실내 장식은 칠레의 건축가(Paula Gutiérrez Erlandsen)에 의해 이루어졌다.

## 대중문화 속의 천문대
관측자 숙소 (the Residencia)는 2008년 007 제임스 본드 영화, 퀀텀 오브 솔러스의 배경이었다.

## 갤러리

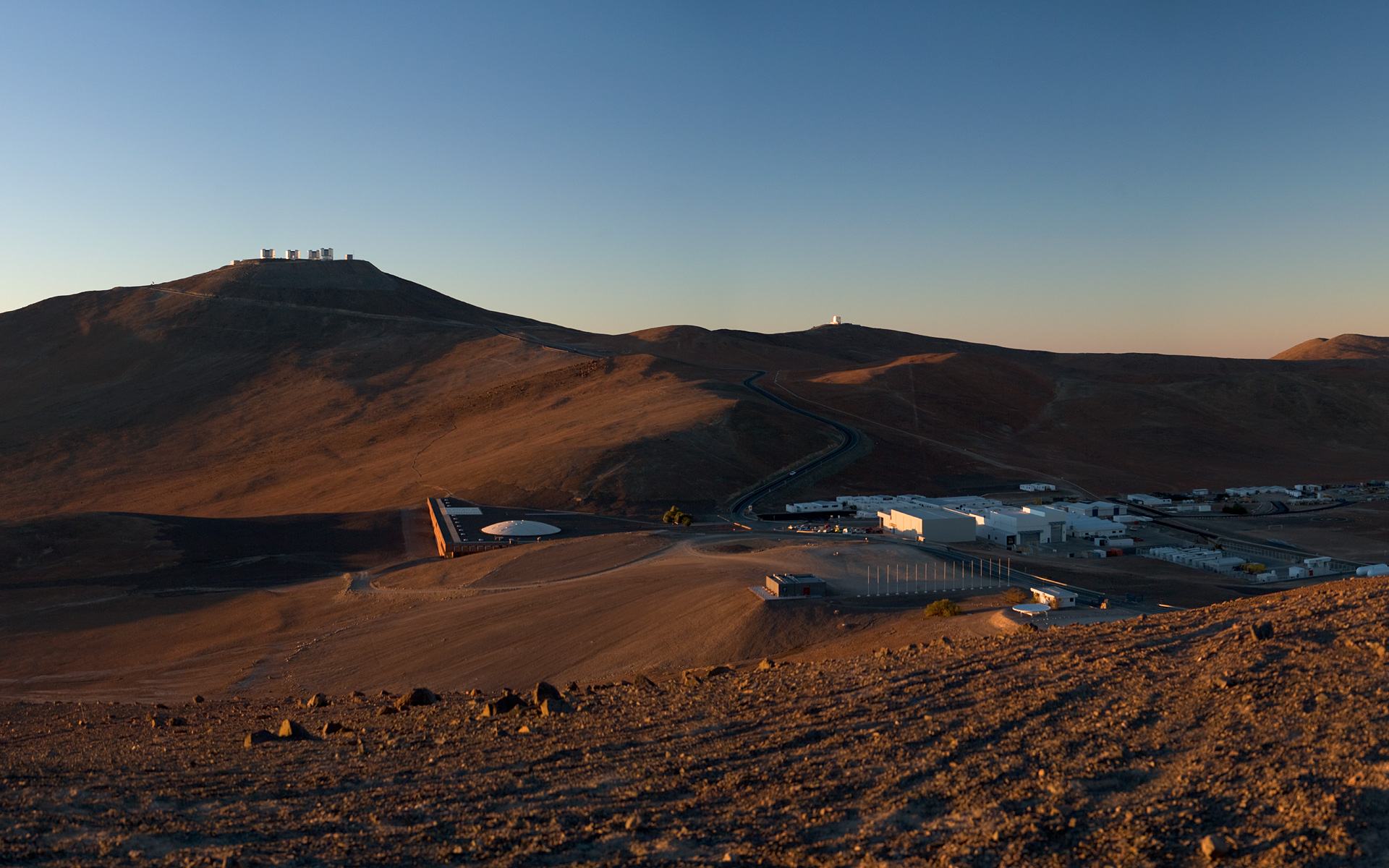
파라날 천문대 전경. 얖 쪽에 관측자 숙소와 관리동이 보인다.
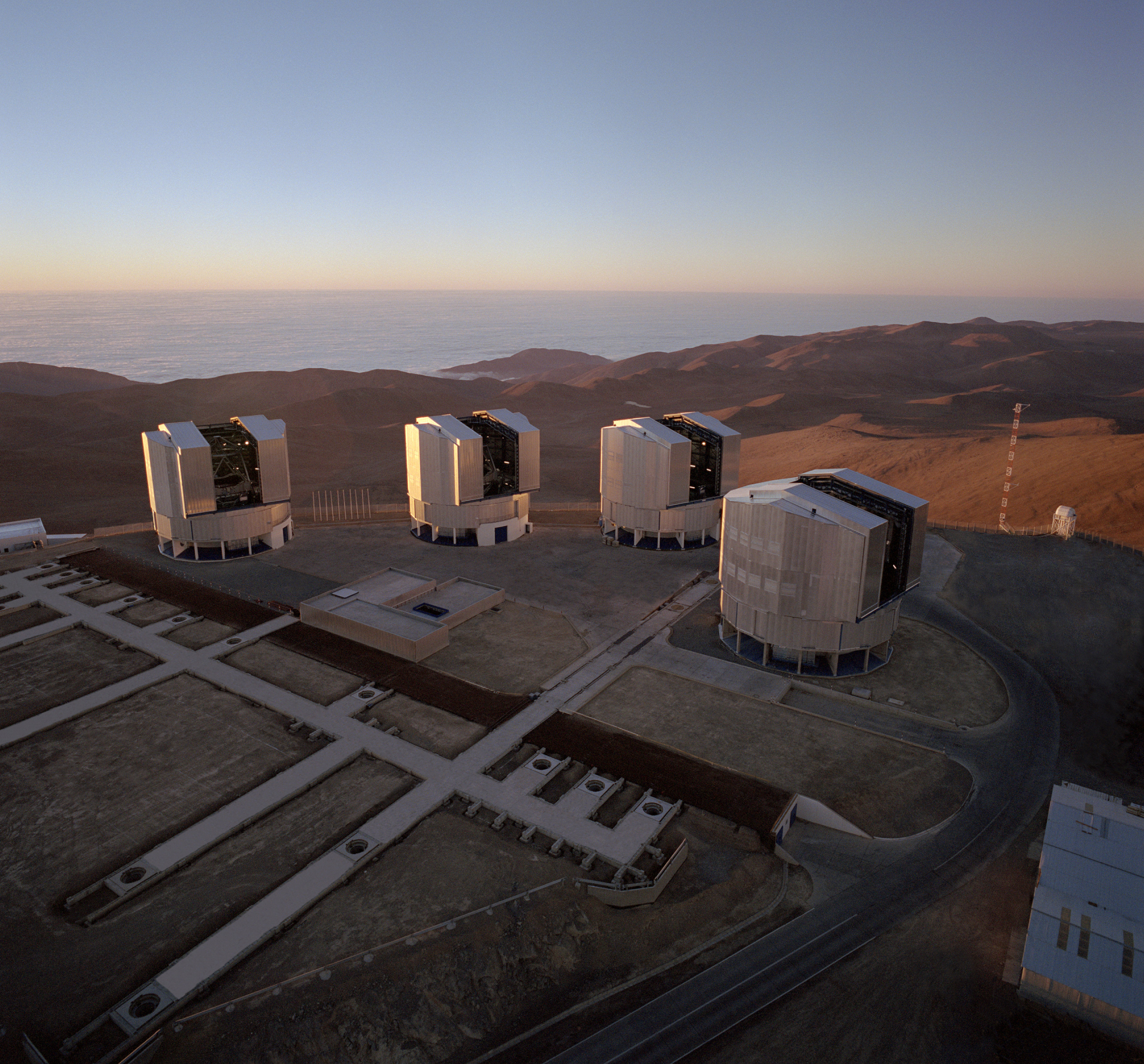
하늘에서 본 VLT망원경들
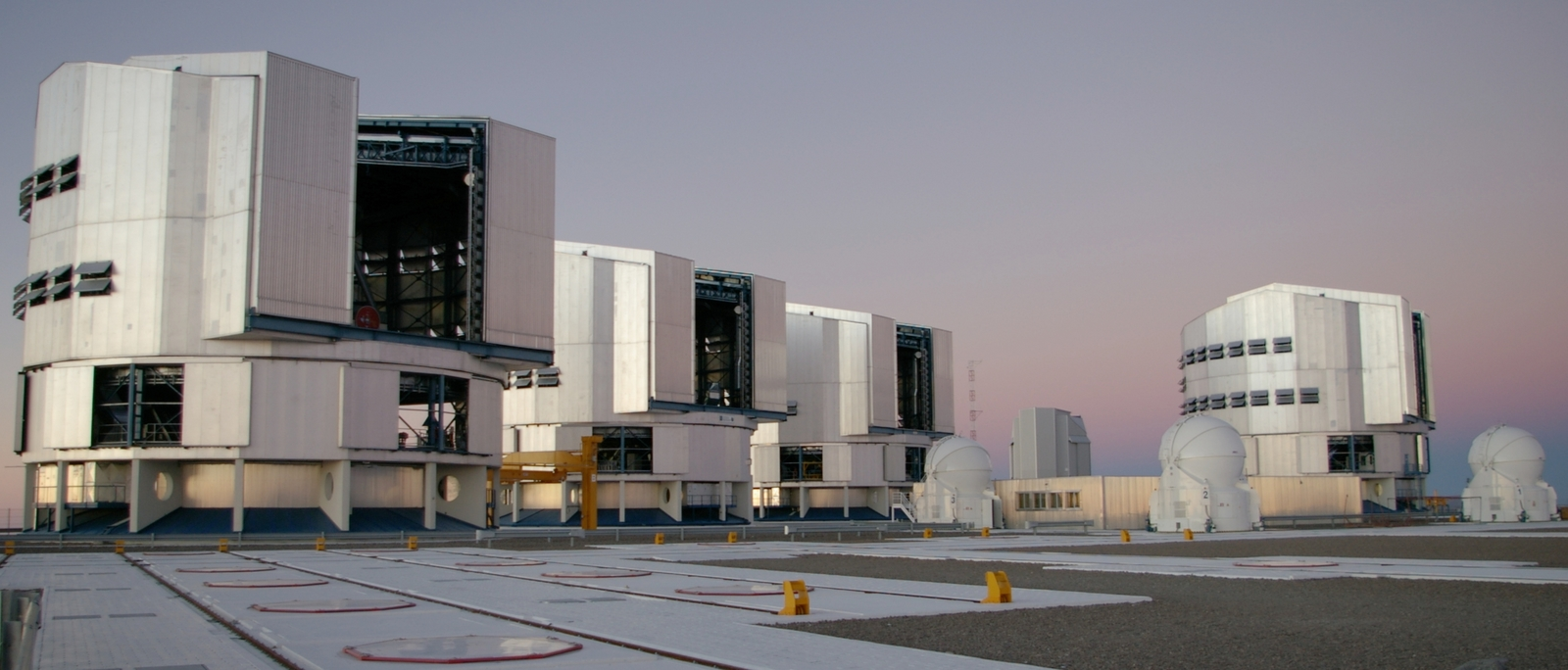
파라날 천문대의 망원경 플랫폼
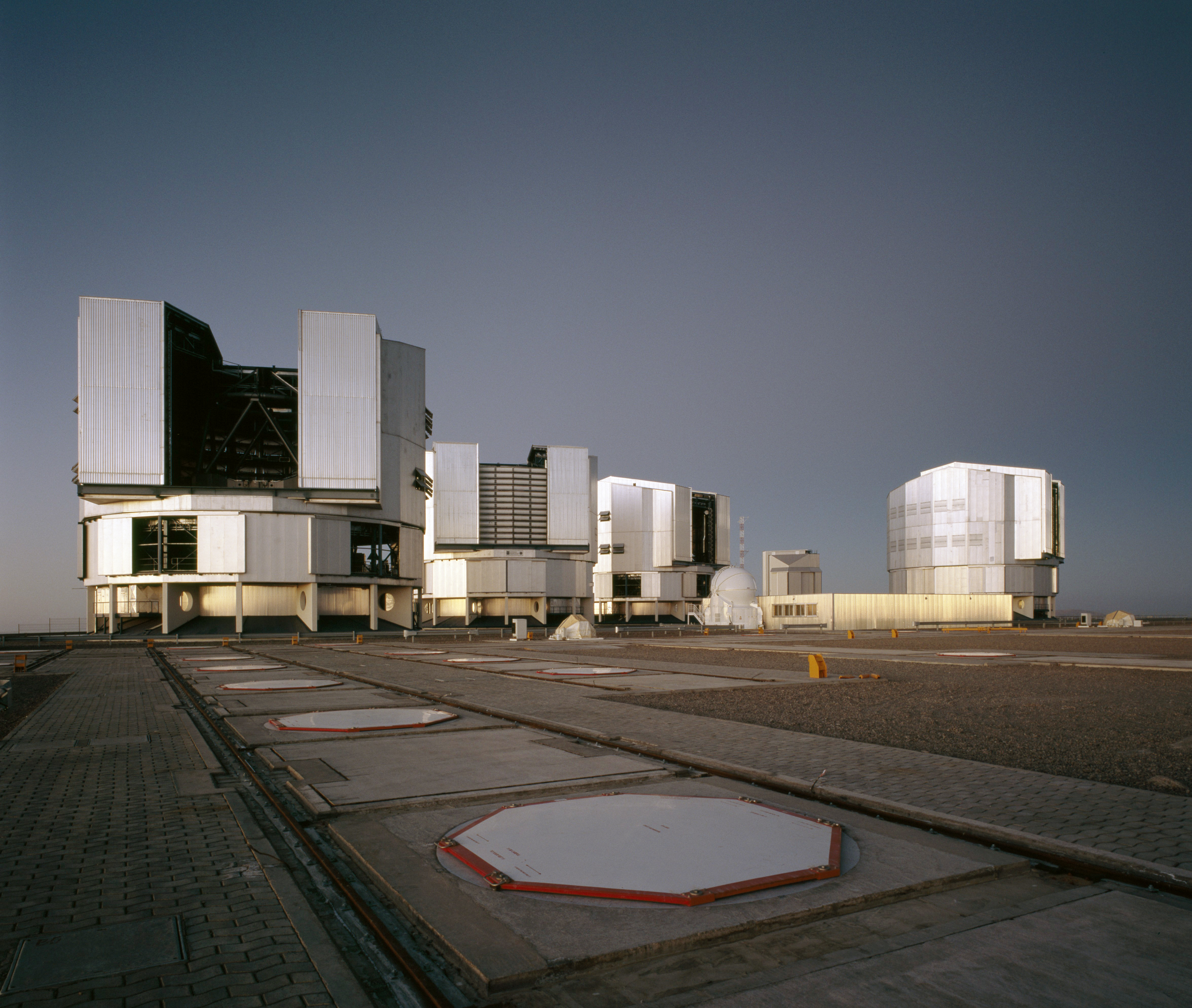
해질녘의 모습
각 망원경의 관측기기들
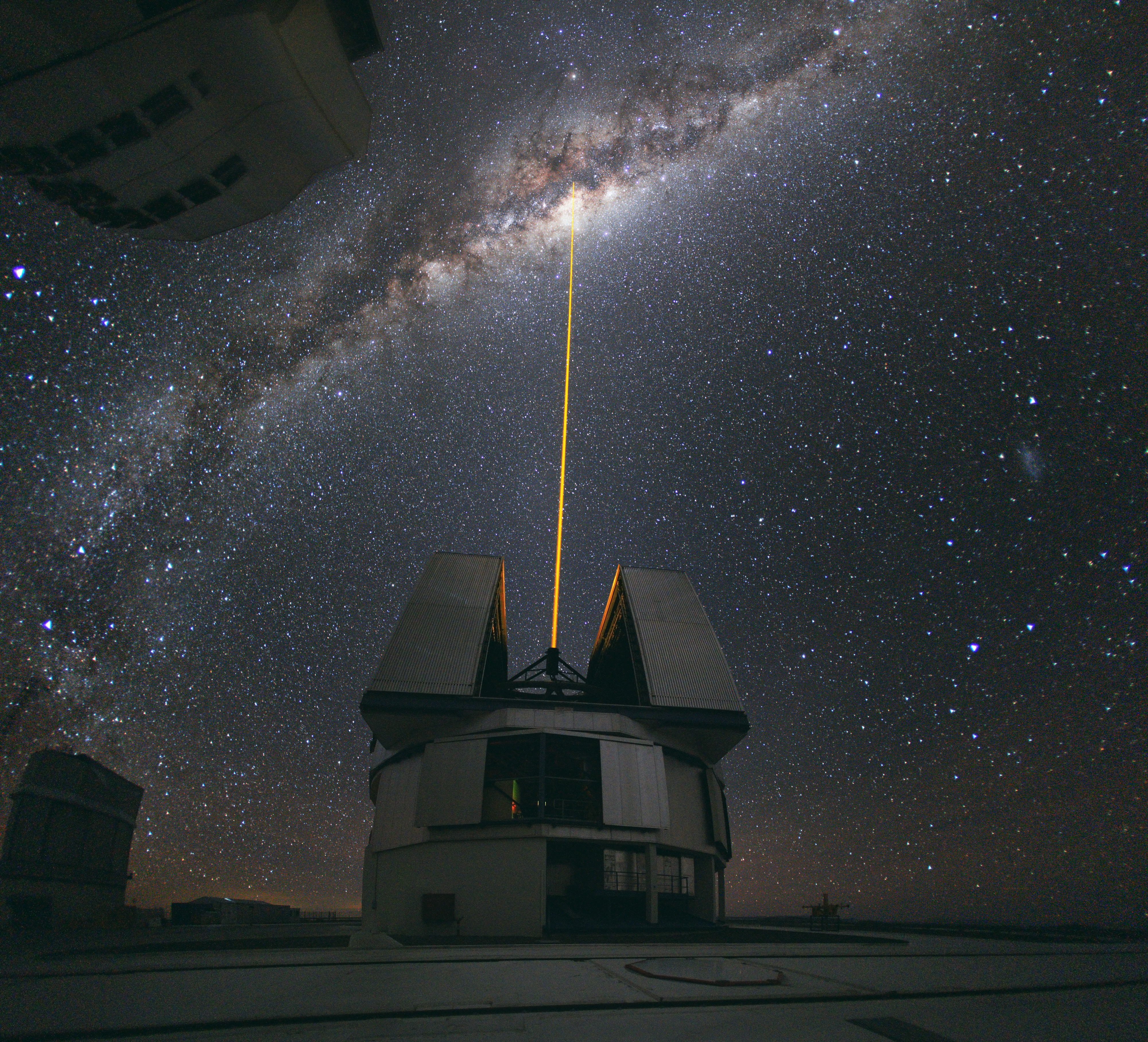
우리은하 중심 부분을 레이저 인공별을 이용해서 관측하고 있는 모습

## 같이 보기
- 라 실라 천문대
- 유럽 초대형 망원경
- 유럽 남방 천문대 (European Southern Observatory)
- 천문대의 목록 (List of astronomical observatories)